# Eugen Neață
Eugen Neață (n. 11 iunie 1967, Râmnicu Vâlcea, Vâlcea, România) este un deputat român, ales în 2016.